# Burg Reding
Die Burg Reding ist eine abgegangene Niederungsburg nahe von Reding, einem Gemeindeteil der niederbayerischen Gemeinde Neuhaus am Inn im Landkreis Passau. Die ehemalige Burg liegt etwa 400 m südöstlich von dem Ortszentrum von Reding in der Flur Hagland (früher Haarstuben). Die Anlage wird als Bodendenkmal unter der Aktennummer D-2-7546-0010 im Bayernatlas als „verebneter mittelalterlicher Burgstall Reding“ geführt.

## Beschreibung
Auf der Darstellung auf dem Urkataster von Bayern ist eine zweiteilige Anlage zu erkennen. Die Anlage hat die Ausmaße von 250 m in Nord-Süd-Richtung und 130 m in Ost-West-Richtung. Im nördlichen fünfseitigen Teil sind innerhalb einer Umfassungsmauer mehrere Gebäude als Randbebauung zu sehen. Die Hauptburg liegt südlich der Vorburg und scheint ebenfalls fünfeckig gewesen zu sein. Beide waren durch einen 20 m breiten Graben voneinander getrennt. Heute ist von der Anlage oberirdisch nichts mehr zu sehen; sie ist vollständig überackert.

## Geschichte
Die Burg scheint von den Herren von Reding um 1100 errichtet worden zu sein. Diese waren Ministerialen der Grafen von Vornbach und erscheinen ab Mitte des 11. bis Ende des 12. Jahrhunderts in Urkunden des Klosters Vornbach, des Klosters St. Nikola und des Bistums Passau. Ein Mitglied der Familie wird als „nobilis“ bezeichnet, ein anderer als „dominus“, dieser „Dominus Heinricus de Rotingen“ tritt als Tradent an das Kloster St. Nikola auf. Der Vornbacher Besitz in Reding ging 1158 an die Grafen von Andechs über und zwischen 1120 und 1230 gelangte Reding zusammen mit Griesbach als Andechser Lehen an die Grafen von Ortenburg. 1241 vertauschte Graf Rapoto III. die Festung Reding gegen die Herrschaft Rothenberg an Bischof Rüdiger von Passau. Es ist anzunehmen, dass das Hochstift neben der Burg weitere Besitzungen in Reding hatte. 1288 hat Bischof Wernhard nach einem Schiedsspruch von Herzog Heinrich die „Hofmark Rotting“ an die herzoglichen Ministerialen Otto und Ortolf von Marsbach übertragen. In der ersten Hälfte des 15. Jahrhunderts verliehen die Passauer Bischöfe die Hofmark an Hans Kuchler. 1441 verkaufte Bischof Leonhard die Hofmark an das Stift Mattighofen. Unter den Besitztümern in Reding wird ab dem 16. Jahrhundert keine Burg mehr genannt; der ehemalige Verwaltungssitz dürfte also abgekommen sein. Von da an verblieb Reding im Besitz des Klosters Mattighofen bis zur Säkularisation 1803. Die Hofmark Reding gehörte danach zur Gemeinde Mittich.